# St. Johannes (Lychen)

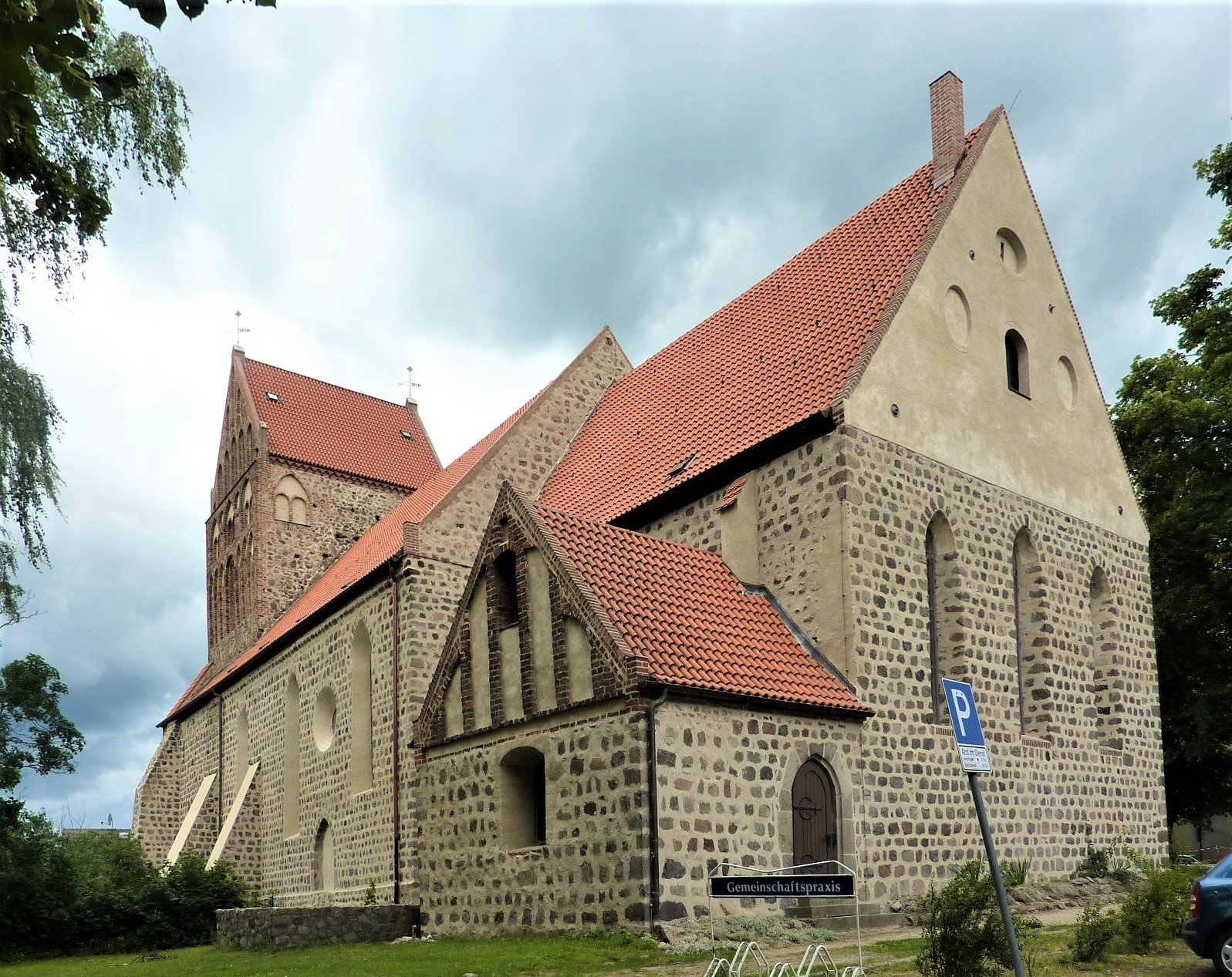
St. Johannes zu Lychen

Sankt Johannes ist die evangelische Stadtkirche von Lychen (Landkreis Uckermark) in Brandenburg. Die Kirchengemeinde gehört zum Kirchenkreis Oberes Havelland der Evangelischen Kirche Berlin-Brandenburg-schlesische Oberlausitz. Das Kirchengebäude wurde in der zweiten Hälfte des 13. Jahrhunderts als einfache Saalkirche errichtet. In den folgenden Jahrhunderten baute die Kirchengemeinde das Gotteshaus mehrfach an und um; es steht seit den 1970er Jahren unter Denkmalschutz.

## Lage
Das wehrhaft wirkende Kirchengebäude steht auf der höchsten Erhebung in Lychens Altstadt. Es ist kirchentypisch in Ost-West-Richtung ausgerichtet. Die postalische Adresse des Gotteshauses lautet Vogelgesangstraße 25.
Der etwa um das Jahr 1350 hinzugebaute Chorraum wurde auf der Ostseite angebaut, die Westseite bildet der massive Kirchturm. Vor der südlichen Längsseite des Bauwerks befand sich bis 1763 der Kirchhof.

## Architektur

### Außen

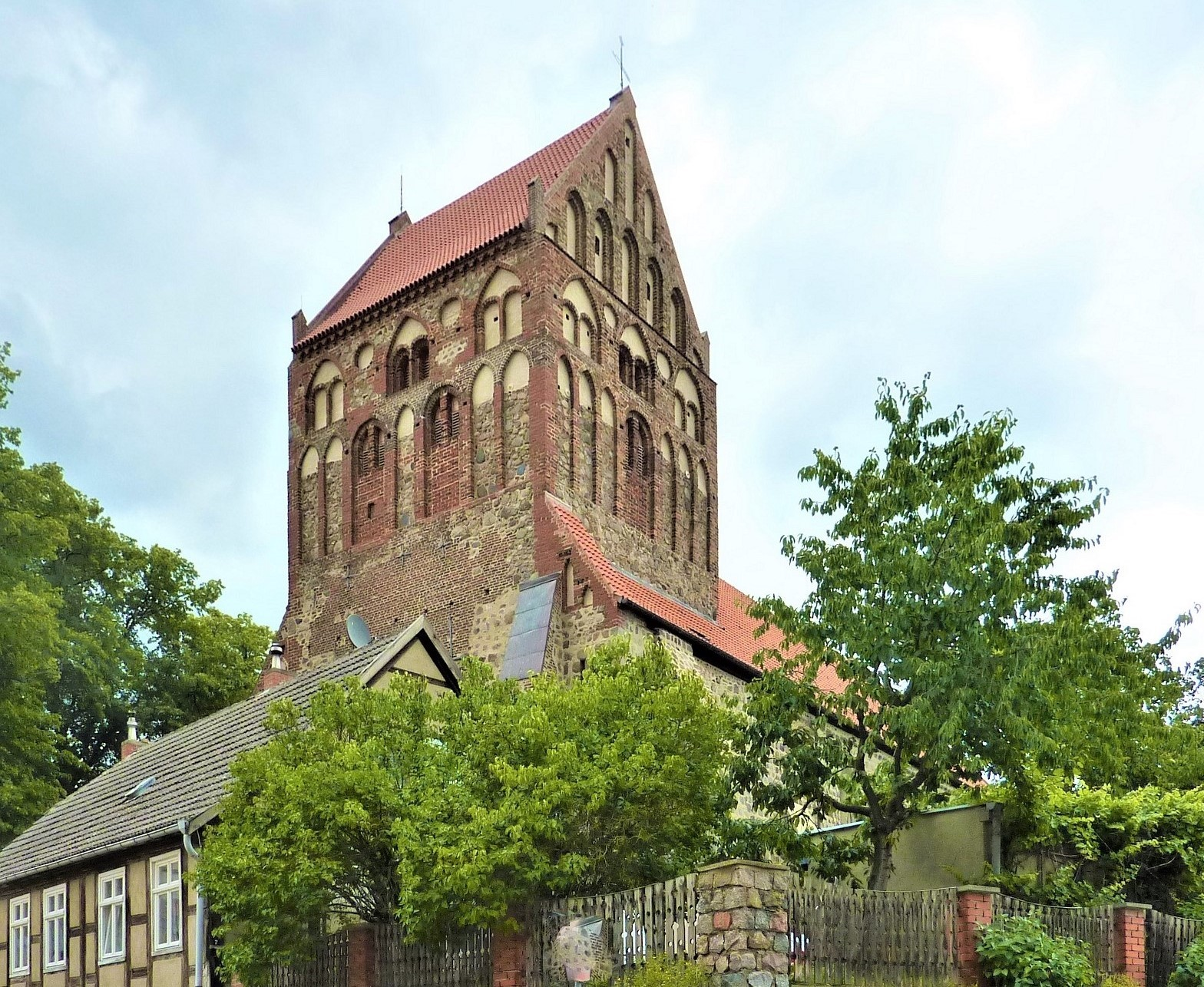
Blick zum Westturm

Das Sakralgebäude wurde aus behauenen Granit-Feldsteinen im frühgotischen Stil errichtet. Das Kirchenschiff ist ein flachgedeckter, innen verputzter, Saalbau mit eingezogenem Rechteckchor und einer Dreifenstergruppe. Die zwei Meter dicken Mauern des Bauwerks sind von außen durch Strebepfeiler abgestützt. Von den ursprünglich zwei Eingängen in das Kirchengebäude ist nur noch der Nordeingang mit einem Spitzbogenportal erhalten, der Südeingang wurde nach dem Anbau der Apsis im Jahr 1752 zugemauert. An den Außenwänden sind einige Relikte der Umbauarbeiten sichtbar geblieben.

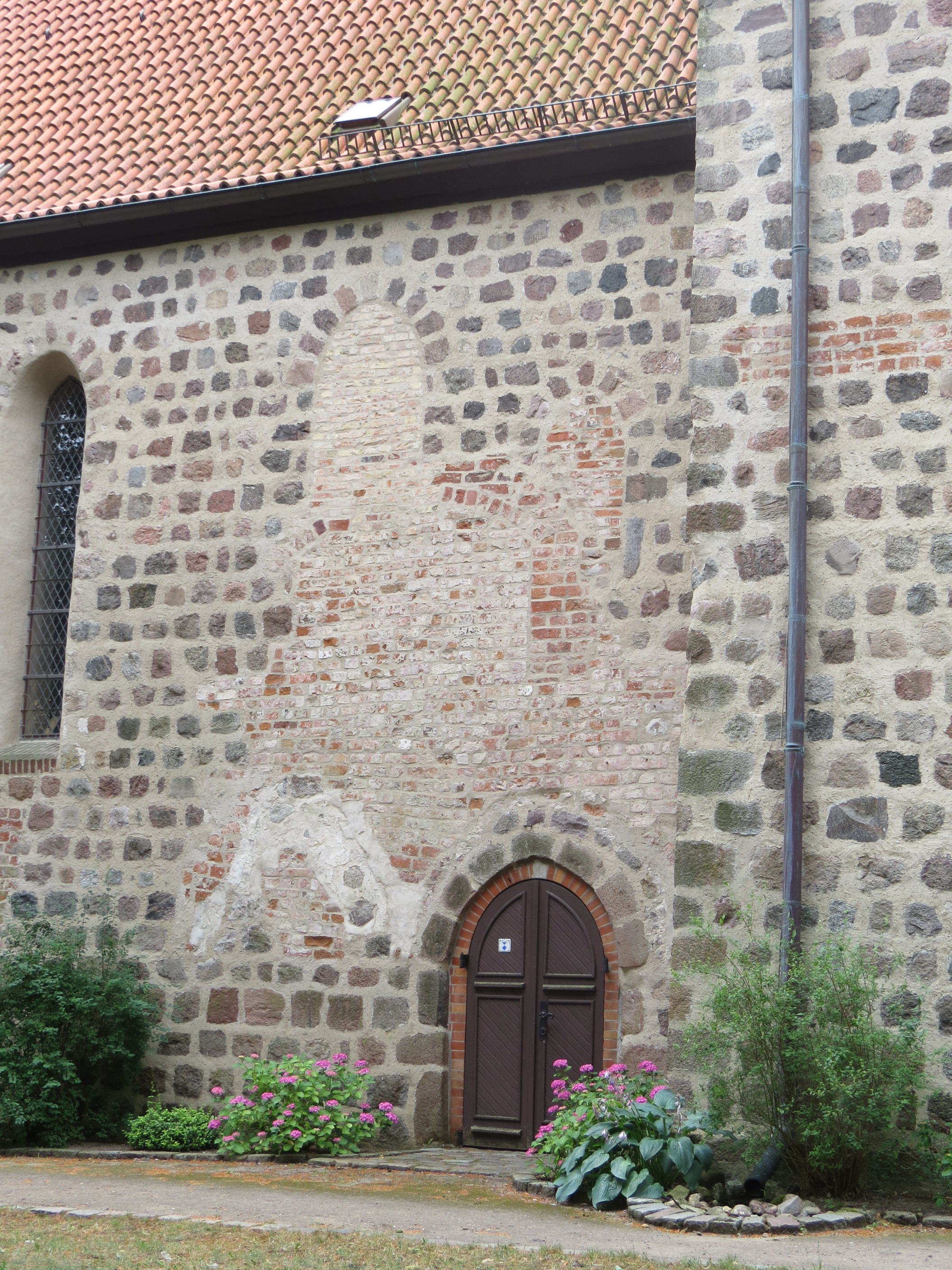
Spuren von Abbruch und Vermauerung an der Nordseite

Der untere Teil des kirchenschiffbreiten Turmes besteht ebenfalls aus Granitblöcken. Diesem Unterbau folgt eine Aufmauerung aus Ziegelsteinen, repräsentativ mit mehrfarbigen Backsteinen auf weißen Putzspiegeln verblendet. Der Turm ist mit einem ziegelgedeckten Dach abgeschlossen, an dessen beiden Firstgiebeln je ein Kreuz aufgesetzt ist. Im Turm befindet sich ein Glocken-Geläut („alte Beterglocken“). Der hölzerne Treppenaufgang im Turm ist eines der wenigen erhaltenen Originalteile aus der ersten Bauzeit der Kirche.

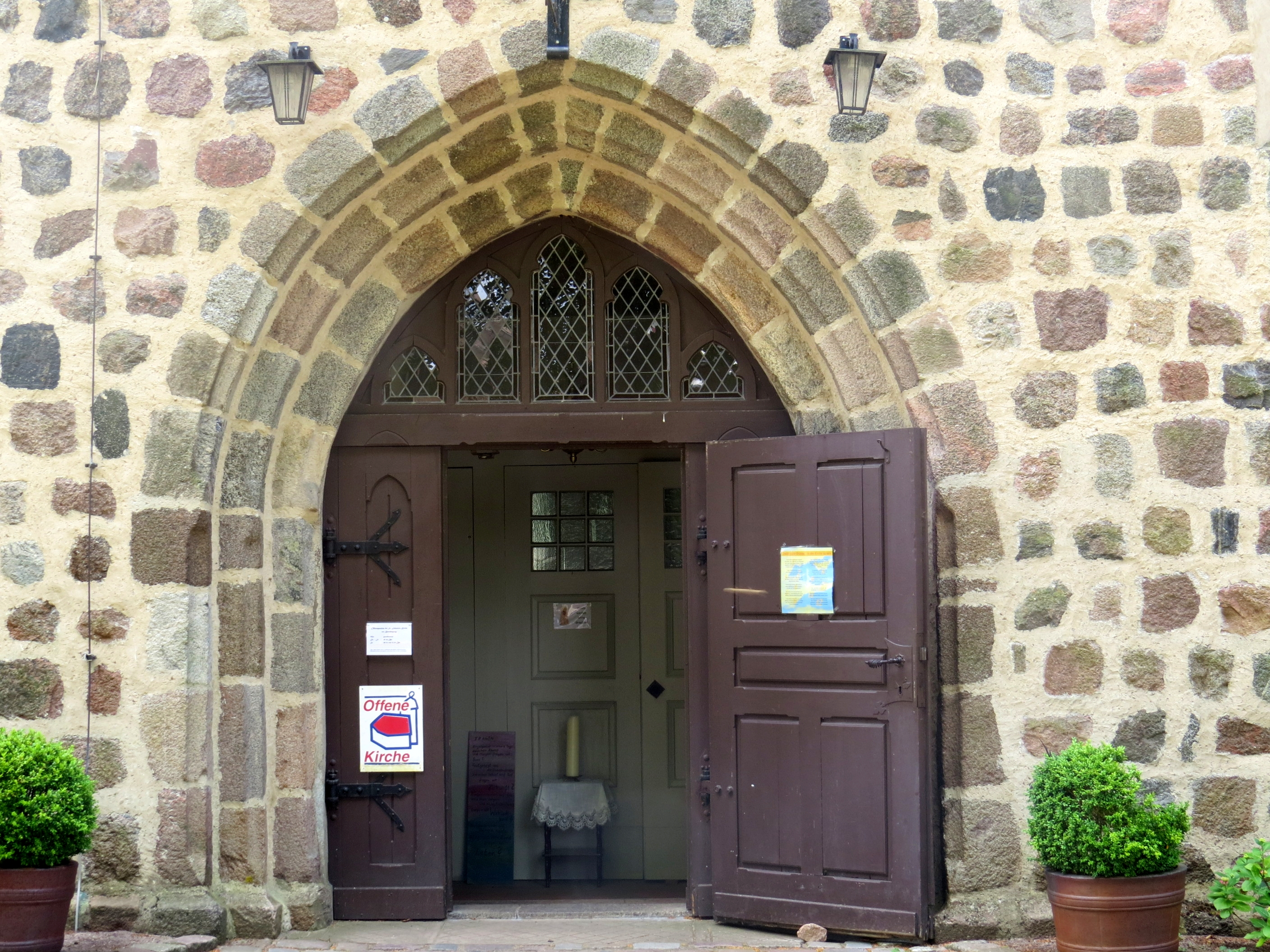
Hauptportal

Die Eingangstür zum Turm ist spitzbogig und führt in einen kleinen Gottesdienstbereich, der als Winterkirche dient. Zugleich ist hier eine geweißte Nische zum Gedenken an die Toten aus den beiden Weltkriegen eingerichtet.
Die Süd-West-Ecke des Turmes an der Hangschräge ist deutlich sichtbar mit starken Strebepfeilern gegen Abrutschen gestützt.

### Innen

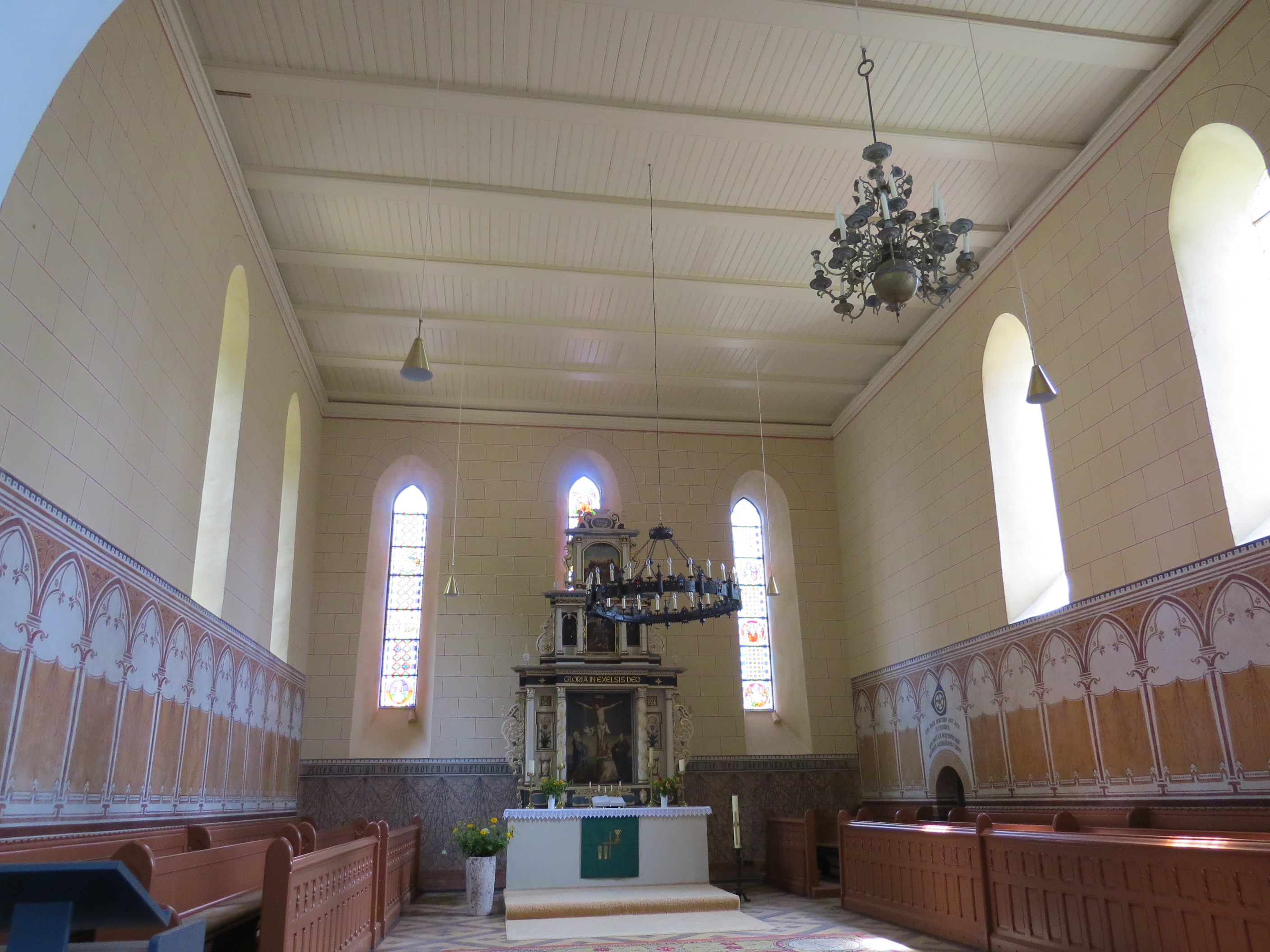
Blick in Richtung Chor durch den Hauptraum

Die ursprüngliche Innengestaltung und die Einrichtung sind beim großen Stadtbrand 1684 komplett vernichtet worden.
Beim Wiederaufbau erhielt die Kirche einen Hochaltar im barocken Stil, eine neue Kanzel und eine neue Empore. Unter dem Chorraum befindet sich eine Gruft, in welcher bis etwa zum Jahr 1800 die verstorbenen Pfarrer der Gemeinde bestattet wurden. Zu Beginn des 20. Jahrhunderts wurde der Eingang zugemauert.

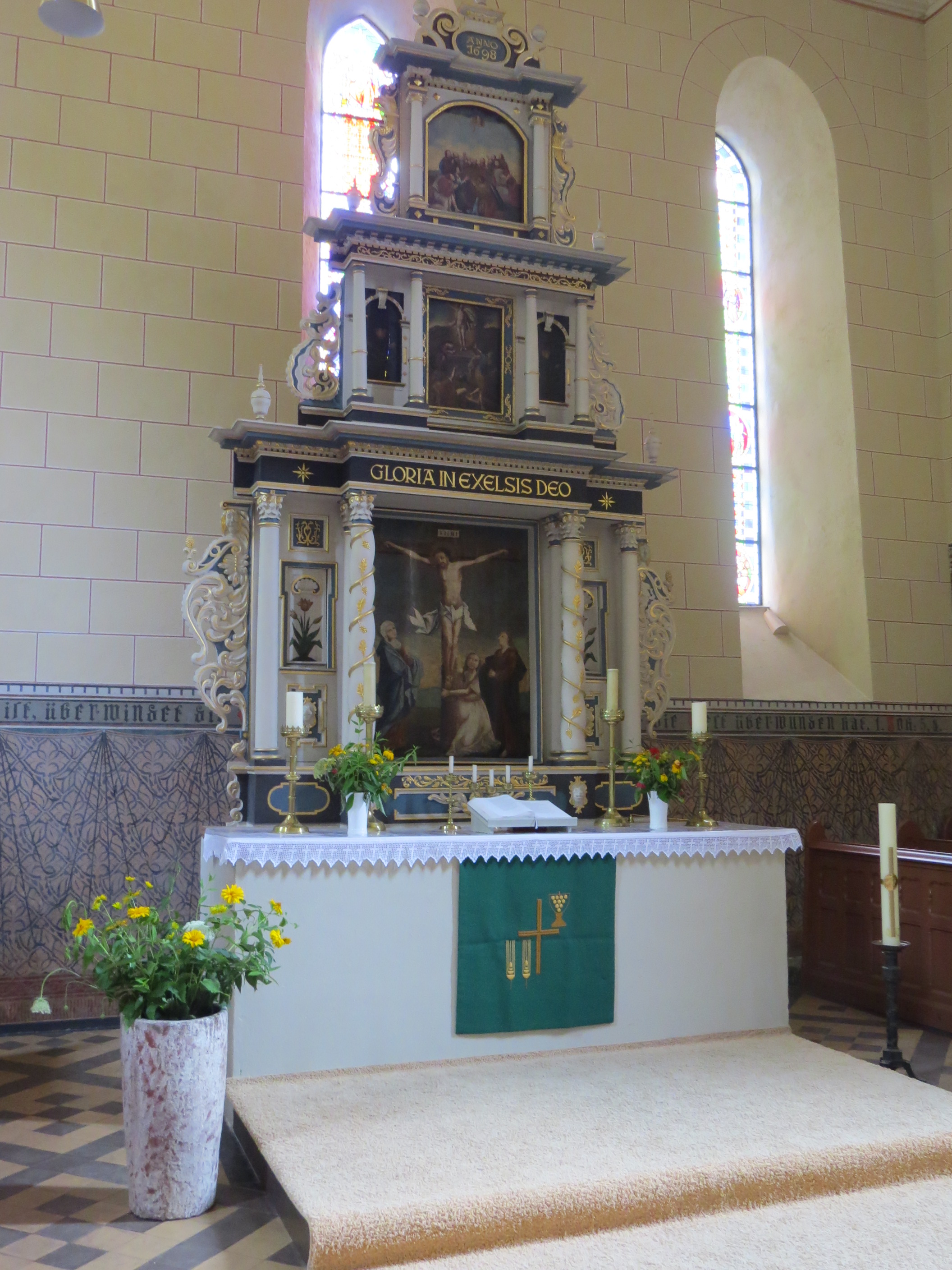
Altar

Der Altar trägt die Jahreszahl 1698 und einen Spruch zu Gottes Ehre („Gloria in excelsis deo“). Er ist mit Darstellungen aus dem Leben Christi geschmückt. Ursprünglich trug er auch ein Altarkruzifix, das nach der Restaurierung in den 1960er Jahren in das Kirchenarchiv verbracht wurde. Der Tischlermeister Horst Jähnke aus Lychen hat das hölzerne Kruzifix, dessen Höhe mit Sockel 153 cm betrug, in den 2010er Jahren aufgearbeitet.
Hinter dem Altar sind drei hochformatige Rundbogenfenster in die Stirnwand der Apsis eingearbeitet, die mit ornamentalem Buntglas bandförmig geschmückt sind, sie stammen aus dem 19. Jahrhundert. Eines zeigt ganz oben das Symbol des heiligen Geistes, die weiße Taube. Darunter wechseln sich quadratische Ornamente in grün, rot, gelb, blau und weiß mit drei vereinfachten ebenfalls quadratischen Bibelszenen ab.

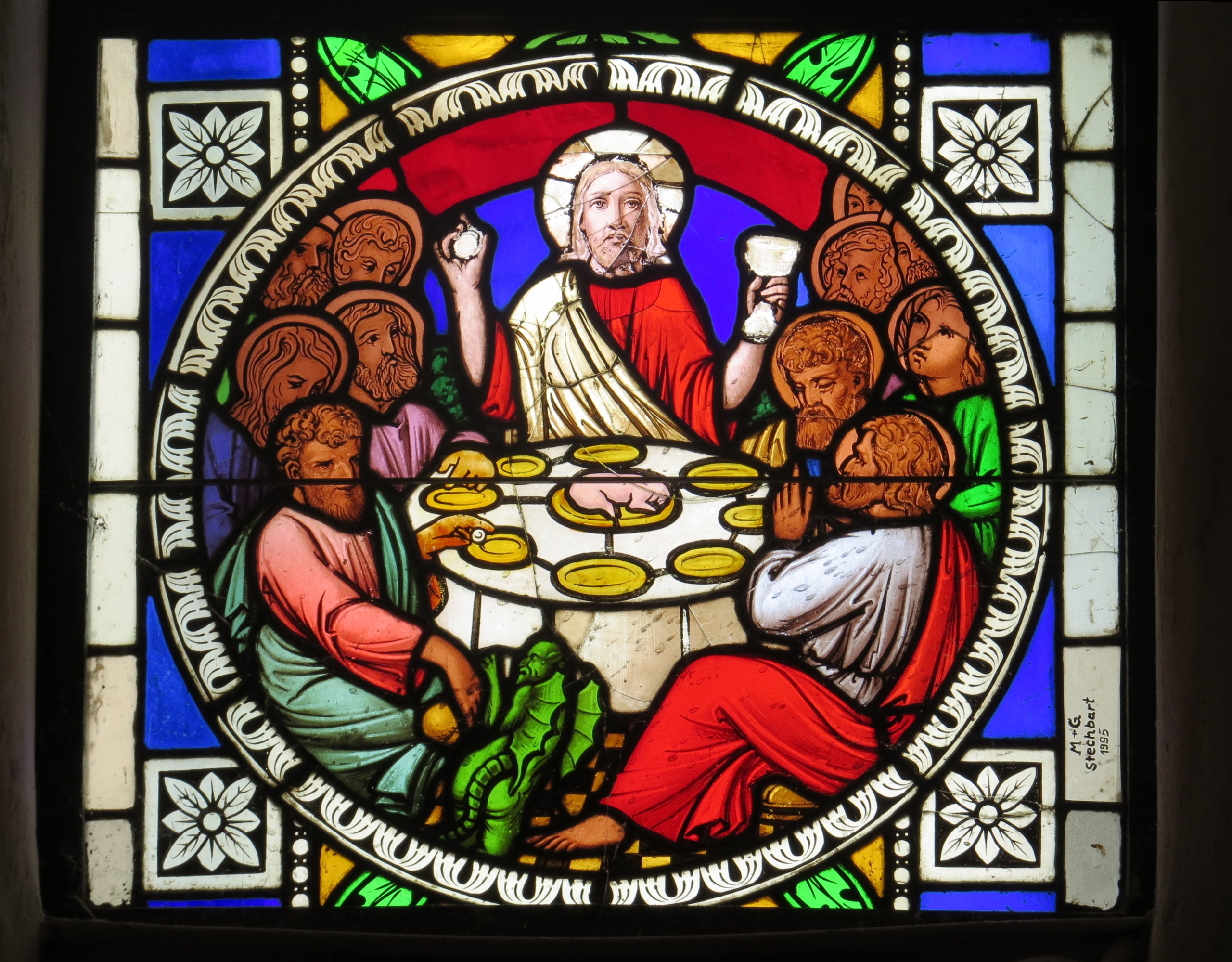
Altarfenster

Augenfällig ist ein großflächiger Teppich im Chorraum, der die Inschrift Lychen 1903 St Johannes Kirche trägt. In seinen vier Ecken sind die Symbole der vier Evangelisten eingeknüpft, in der Mitte sind um die Sonne Wasser (Aqua), Erde (Terra), Luft (Aer) und Johannis in Form einer Rosette dargestellt.

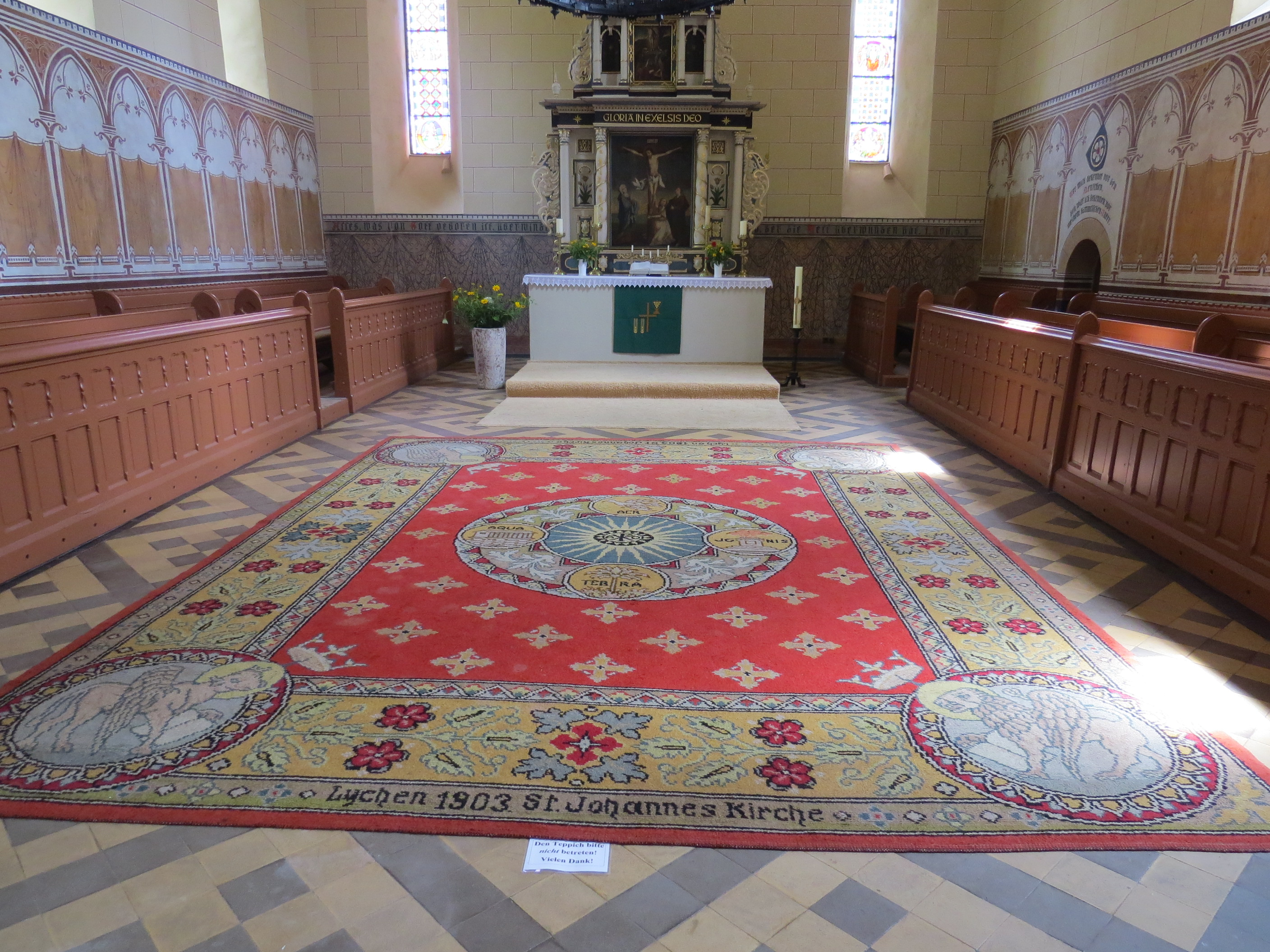
Chorteppich und Chorgestühl

Zur Kanzel führt eine kurze Treppe hinauf, an welcher vier verblasste und kaum noch erkennbare Bilder mit Inschriften angebracht sind (ein Herz mit Kreuz, ein Schmelzofen mit Bibel darüber, ein Kreuz mit einem Brief in hebräischer Schrift und ein Pilger, der einen Berg erklimmt). Der Kanzelkorb ruht auf einer geschnitzten Ziersäule und wird von weiteren Säulen eingefasst.
Die großen Wandflächen, zwischen 1906 und 1960 mit Tempelvorhängen bemalt gewesen, sind im Kirchenhauptraum weiß überstrichen worden. Die Wandflächen hinter den Chorbänken tragen weiterhin (oder wieder?) die Vorhangsbemalung.
Altar, Kanzel und Orgelprospekt unterstreichen mit den Farbanstrichen in blau, weiß und gold den barocken Charakter der Ausstattung, die durchweg aus dem Ende des 17. Jahrhunderts stammt.

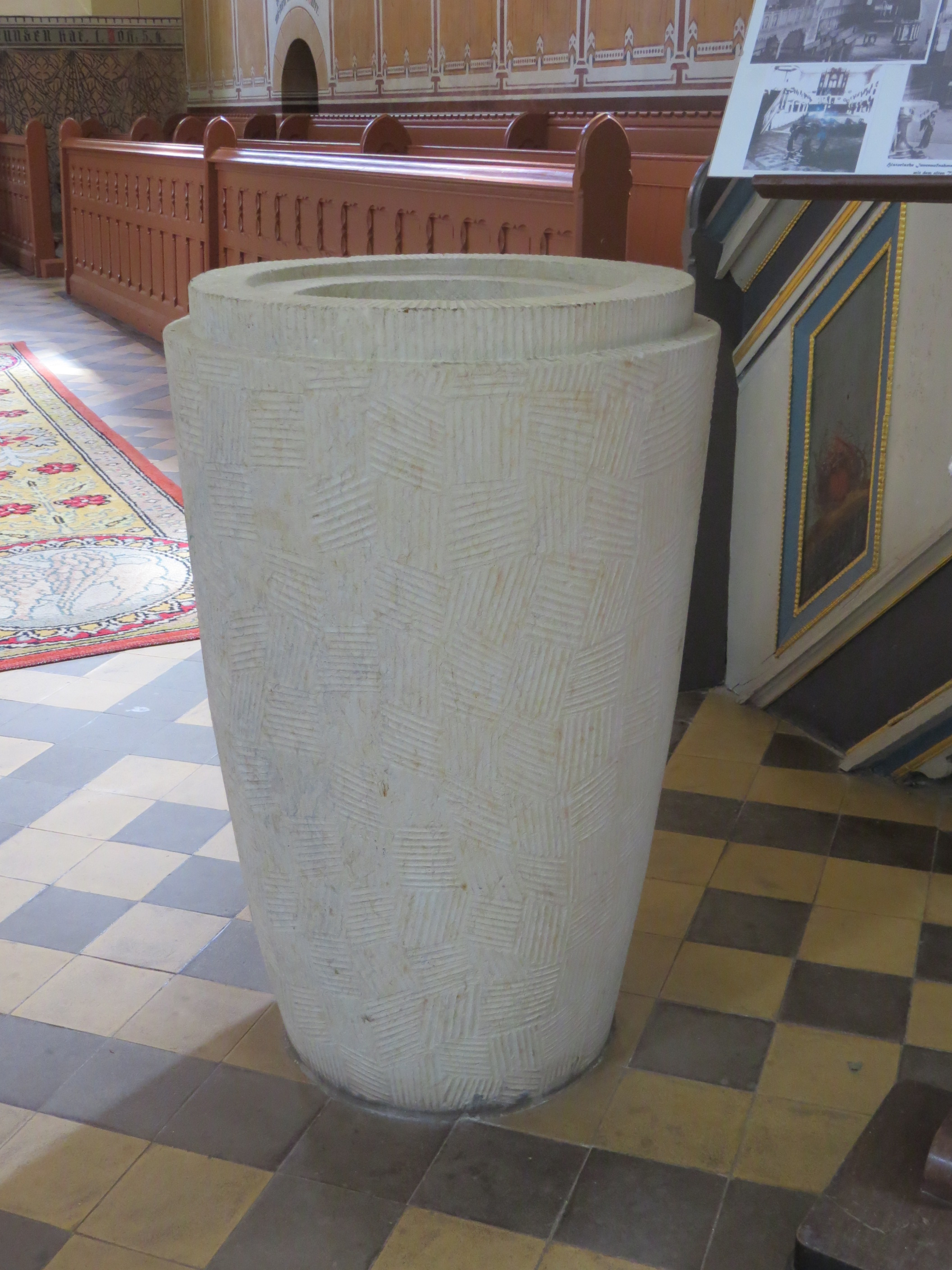
Taufbecken von 1964

Ein schlichtes Taufbecken aus Kalkstein ersetzte im Jahr 1964 das ursprüngliche, runde, das auf vier als Engel gestalteten Füßen ruhte. Nach seiner Entfernung wurde das historische hölzerne Becken aus dem Jahr 1840 in Nebengebäuden des Pfarrhauses verwahrt, hat aber unter dem Witterungseinfluss gelitten. Die Kirchengemeinde beabsichtigt, das alte Becken zu restaurieren und veranschlagt die Kosten für die Wiederherstellung mit etwa 9.000 Euro, die durch Spenden aufgebracht werden sollen. Tischlermeister Jähnke hat im Jahr 2017 schon erste Arbeiten ausgeführt.

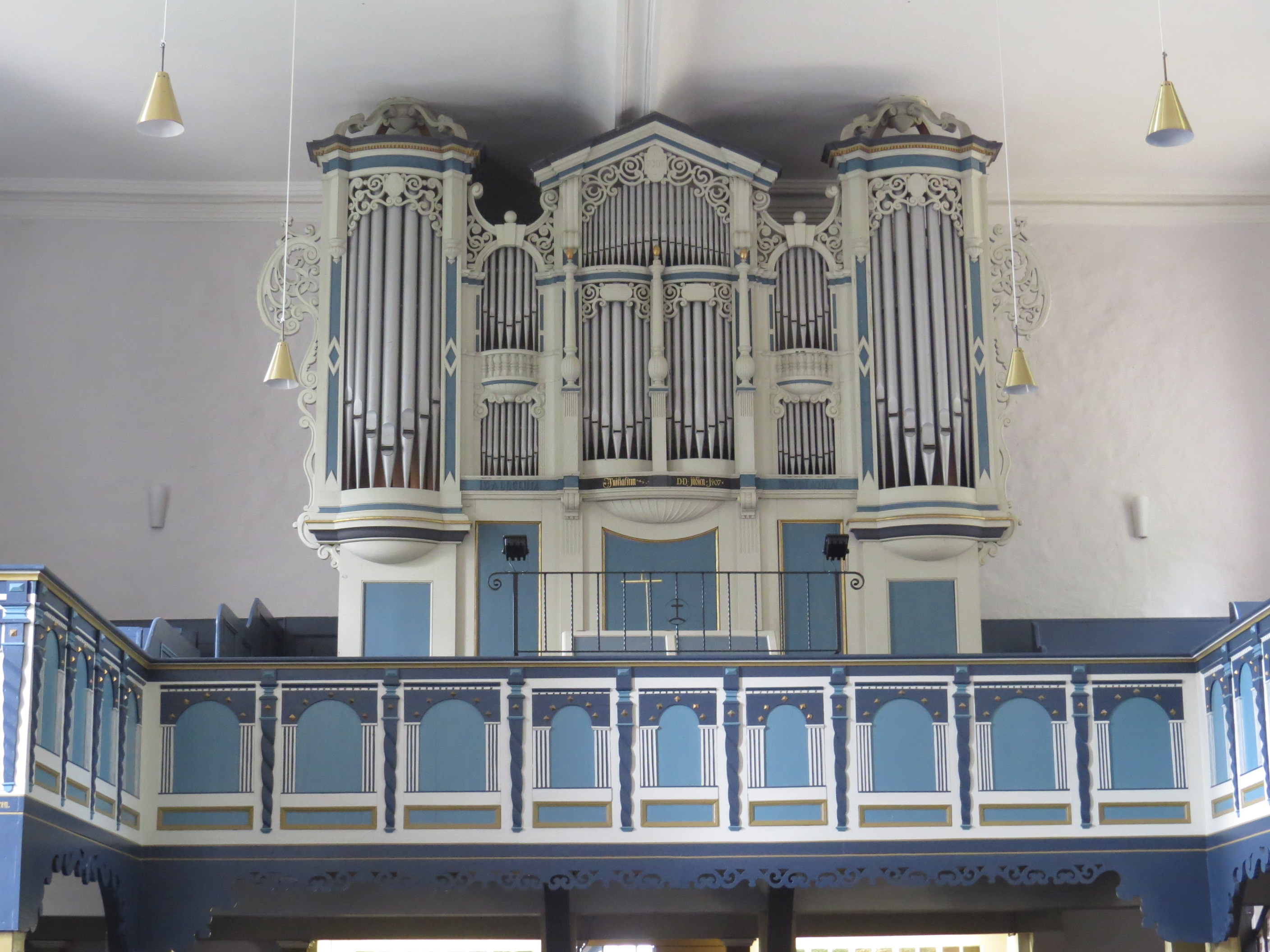
Orgelempore und Prospekt

Auf der Empore steht eine Orgel aus dem Jahr 1907, hergestellt in der Werkstatt des Orgelbaumeisters Felix Grüneberg aus Stettin. Die Orgel hat 24 Register auf zwei Manualen und Pedal und 1684 Orgelpfeifen. Der Orgelprospekt ist barock gefasst, ebenso wie die Balustrade der Empore. Die Firma Fahlberg aus Eberswalde hat das Instrument im Jahr 1988 restauriert.
In der Sakristei befinden sich weitere bunte Fenster, die nach dem großen Brand eingesetzt wurden. Ihre Herstellung geht auf Stiftungen wohlhabender Familien des Ortes zurück. Am Rand mancher Fenster sind die Stifter namentlich genannt und die Jahreszahlen dazu angegeben (beispielsweise die Familien Friebel, Kahlbaum, Stechbart, Vietze oder Wetzel).

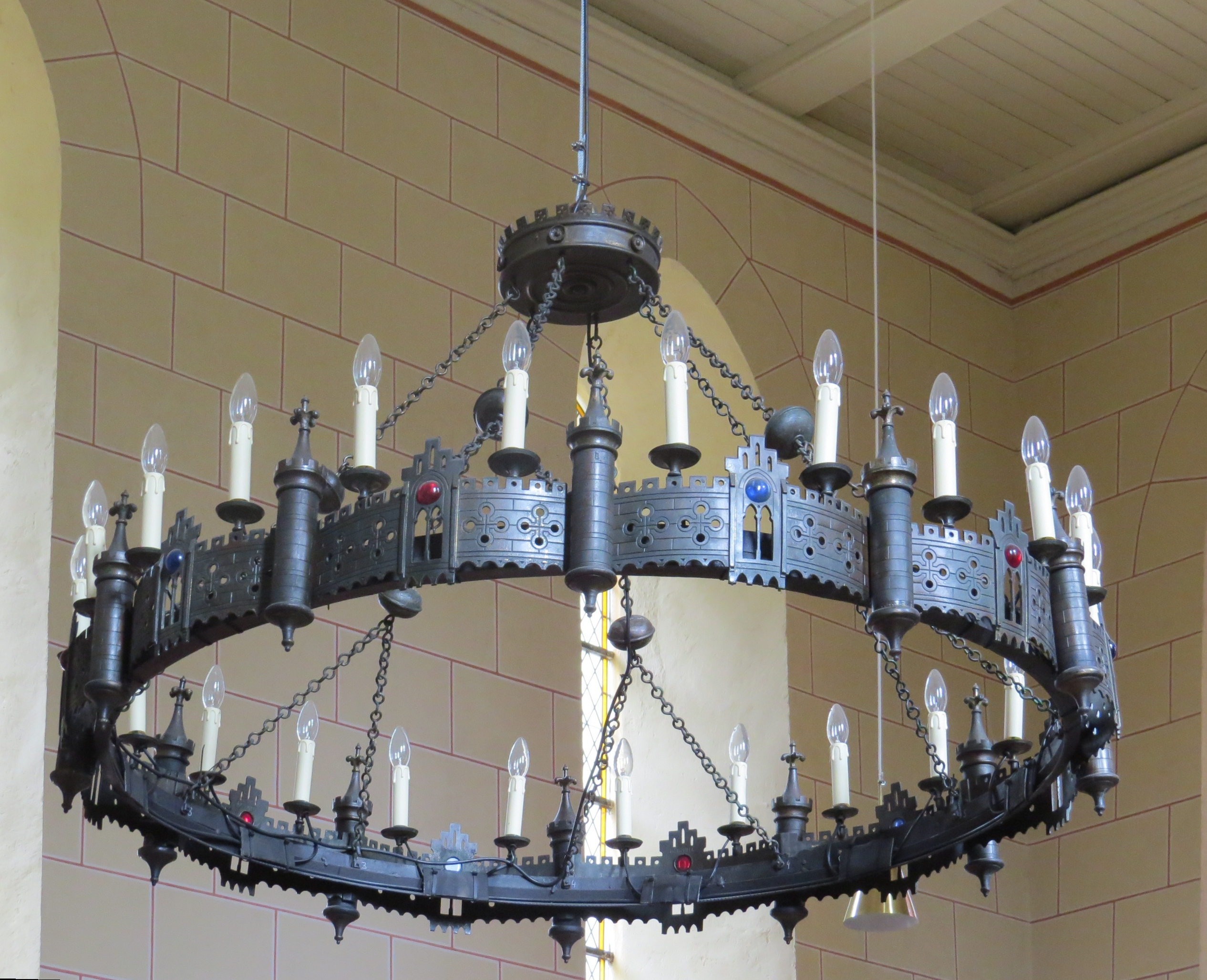
Ein Kronleuchter

Von der Decke im Inneren des Chorraumes hängen zwei große Kronleuchter herab. Zwei weitere Kronleuchter sind im Jahr 1974 gestohlen worden. Die vier Kronleuchter waren Stiftungen der Innungsmeister der Schuhmacher, der Schneider, der Bäcker und der Schlosser aus Lychen.
Unter den Seitenemporen sind frühere Ausstattungsgegenstände der Johanneskirche ausgestellt, versehen mit Erklärungstafeln zu ihrer Geschichte. Unter anderem befinden sich hier das Kruzifix und vermutlich die Platte vom Tauftisch mit einer symbolischen Sonnendarstellung (Stand Juli 2019).

## Geschichte

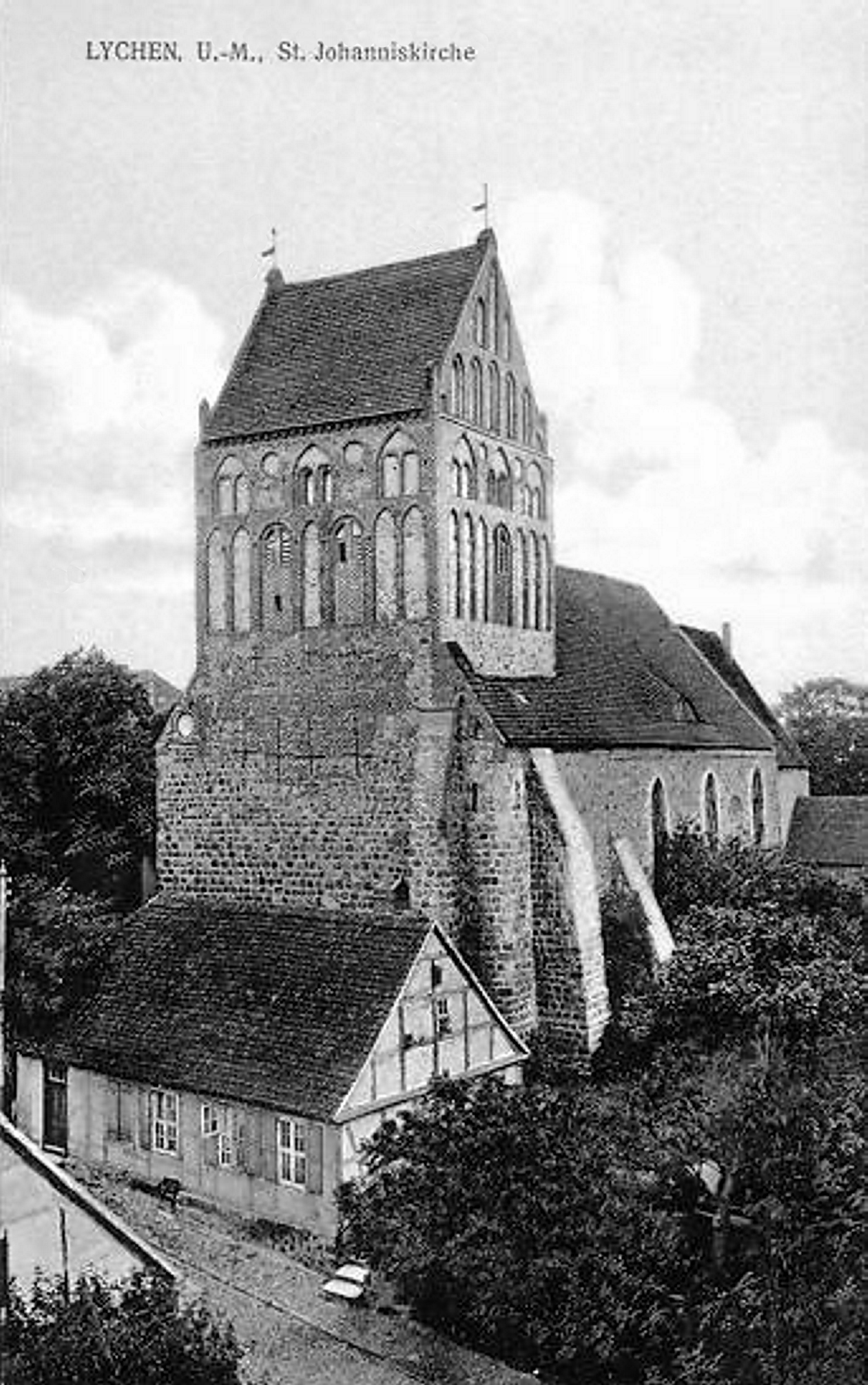
Historische Ansicht der Kirche mit Pfarrhaus im Vordergrund, 1919

Die Kirche wurde im Jahr 1263 der heiligen Maria geweiht. Der Johanniterorden, der gegen Ende des 13. Jahrhunderts in Lychen eine Komturei gegründet und Hospitäler eingerichtet hatte, erhielt im Jahr 1302 das Patronat über die Pfarrkirche. So änderten die Johanniter das Patrozinium und weihten die Kirche dem heiligen Johannes dem Täufer, nach welchem sich der Orden benannt hatte.
Die oberen Geschosse des Westturms erhielten im 15. Jahrhundert ihre Schmuckblenden.
Im Jahr 1684 – beim großen Stadtbrand in Lychen – brannte das Dach der Kirche ab, die Mauern blieben stehen. Aber das gesamte Kirchenarchiv wurde vernichtet. Den Brand hatte ein Franzose im Auftrag seines Königs gelegt, wobei er auch drei weitere märkische Orte angesteckt hatte. Er konnte von den Gendarmen gefasst werden und wurde zum Feuer-Tod verurteilt (viermal mit „glühenden Zangen gezwickt“).
Im Jahr 1835 schenkte der Künstler und Bronzefabrikant Carl August Mencke aus Berlin der Kirche einen prunkvollen Tauftisch aus Holzbronze.
Die Kirchengemeinde hatte nach Umgestaltungen des Kircheninneren im Jahr 1902 die Altarfigur der Schmerzensmutter Maria mit dem vom Kreuz genommenen Jesus Christus für 30 Mark an das Märkische Museum in Berlin verkauft. Im 21. Jahrhundert befindet sich die um 1440 gefertigte Holzfigur im Museumsdepot in Berlin-Spandau; sie gilt als einziges erhaltenes Ausstattungsstück aus der Erstbauzeit. Sie hat die Reformation, Brände, Kriege und Plünderungen überstanden und soll nun restauriert werden. Danach ist vorgesehen, die Pietà als Dauerleihgabe an die Johannesgemeinde zurückzugeben, wenn sie dort optimale Aufstellungsbedingungen erhält. Die Aktion soll durch Spenden finanziert werden, unterstützt vom CDU-Landtagsabgeordneten und Vorsitzenden des Gemeindekirchenrates Henryk Wichmann.
Renovierungen erfuhr das Kircheninnere bereits in den früheren Jahrhunderten sowie in den Jahren 1906, 1960–1964, 1985 und zwischen 2010 und 2014. Die letzten Außen-Sanierungsarbeiten standen unter Leitung der Architektin Sabine Stich und wurden zu großen Teilen über Fördermittel finanziert. Auch für die nötige Innensanierung konnten Fördermittel abgerufen werden. An allen Arbeiten beteiligte sich die Gemeinde auch mit eigenem Geld.

## Nutzung
Das Kirchengebäude dient weiterhin religiösen Zwecken. Außerhalb der Gottesdienste können Menschen jederzeit die Kirche besichtigen, sie ist eine offene Kirche. In den Sommermonaten finden häufig Orgel-, Chor- und Orchesterkonzerte in der Kirche statt.
Eine vom Pfarrer geführte Besichtigung ist auf Voranmeldung möglich.

## Gemeindearbeit
Bisherige Pfarrer der evangelischen Kirchengemeinde St. Johannes waren (Auswahl):
- Gerhard Stechbart, (bis 2013).[3]
- Gernot Fleischer, seit Jahr 2014.[2]

Mit dem Kirchenkreis Altenkirchen entstanden bereits seit vor der Wende engere Kontakte, danach wurde ein Partnerschaftsvertrag geschlossen.
Die Badische Landeskirche ist Partnergemeinde des Kirchenkreises Oberes Havelland.
Der St.-Johannes-Gemeinde gehören rund 500 Christen an (Stand im Jahr 2014).

## In der Umgebung
Westlich vom Kirchengebäude steht das eingeschossige Pfarrhaus im Fachwerkstil.
Östlich der Stadtkirche befindet sich das barocke Rathaus der Stadt Lychen. Auf dem Platz vor dem Rathaus wurde mit farbigen Pflastersteinen großflächig das Wappen von Lychen gestaltet.